# 陳麗珍
陳麗珍（英語：Vivian Chan），香港花腔女高音、波希藝術培育中心創辦人、波希合唱團藝術總監兼聲樂指導。

## 聲樂教學
除演唱活動外，陳麗珍亦投身音樂教學工作，並於1985年創辦波希藝術培育中心。陳氏現擔任波希合唱團藝術總監兼聲樂指導，亦從事聲樂教學及歌唱比賽評委工作。

## 外部連結
- 波希藝術培育中心網頁 陳麗珍老師 （页面存档备份，存于）
- 陳麗珍演出片段 （页面存档备份，存于）